# Маний Емилий Лепид
Вижте пояснителната страница за други личности с името Маний Емилий Лепид.
Маний Емилий Лепид (на латински: Manius Aemilius Lepidus; * 108 пр.н.е.; † 49/43 пр.н.е.) e политик на късната Римска република.

## Биография
Произлиза от патрицианската фамилия Емилии. Син е на Маний Емилий, вероятно магистър на Монетния двор през 114 или 113 пр.н.е.
От 84 до 78 пр.н.е. той е проквестор в провинция Азия, а от 69 пр.н.е. е претор. През 66 пр.н.е. е избран за консул заедно с Луций Волкаций Тул. Тази година Цицерон е претор. Не се меси в гражданската война през 49 пр.н.е.
Лепид притежава, както Цицерон и Помпей вила при Формиае. Неговият син Квинт Емилий Лепид e консул през 21 пр.н.е. Вероятно има дъщеря Емилия Лепида († 31 пр.н.е.) женена за Гней Домиций Ахенобарб (консул 32 пр.н.е.), която е майка на Луций Домиций Ахенобарб (консул 16 пр.н.е.) и впоследствие баба на Нерон.